# Castiello (Cangas del Narcea)
Castiello (en asturiano y oficialmente Castieḷḷu) es una aldea del concejo de Cangas del Narcea, en el Principado de Asturias perteneciente a la parroquia de Tainás. Situada a unos 23 kilómetros de la capital del concejo (Cangas del Narcea).